# Тазове дно
Тазове дно (лат. fundus pelvis) — сукупність м'яких тканин (м'язів, покритих фасціями), що займають нижню апертуру таза.

## Функції
Основне призначення м'язів тазового дна — підтримувати органи черевної порожнини і малого таза. Окремі м'язи і групи кількох м'язів виконують такі задачі:
- регулюють процеси сечовипускання і дефекації;
- підіймають анус, звужують просвіт задньої кишки;
- разом з грудною діафрагмою і м'язами стінки живота беруть участь у регуляції тиску всередині черевної порожнини;
- замикають вагінальний отвір, стабілізують положення внутрішніх статевих органів, запобігають їхньому випадінню;
- під час пологів, коли матка розширюється, підтримують голівку дитини;
- на стан тазової діафрагми суттєво впливає стан грудочеревної діафрагми.

## Будова
У м'язах тазового дна можна виділити сечостатеву і тазову діфрагми. Існує також класифікація, що виділяє зовнішній (поверхневі м'язи сечостатевої і тазової діфрагм), середній (глибокі м'язи сечостатевої) і внутрішній (глибокі м'язи тазової) шари.

### Сечостатева діафрагма
Сечостатевої діафрагма (diaphragma urogenitale) має вигляд трикутної пластини і закриває передню частину апертури під лобковим симфізом. Тут розташовані:
Глибокі м'язи
- М'язи-замикачі сечівника (sphincteres urethrales)
- Вагіна (у жінок), що проходить через статевий розтвір (hiatus genitalis) у м'язі-підіймачі ануса (m. levator ani)
- Глибокий поперечний м'яз (m. transversus perinei profundus) — парний. Глибокі поперечні м'язи йдуть від гілок сідничної і лобкових кісток.

Поверхневі м'язи
- Сіднично-печеристий м'яз (musculus ischiocavernosus) — стрічкоподібний парний м'яз. Сіднично-печеристі м'язи починаються від нижніх сідничних горбів.
- Цибулинно-губчастий м'яз (m. bulbospongiosus) — парний м'яз. У жінок охоплює вагінальний отвір, і скорочуючись, звужує його просвіт. У чоловіків стискує печеристе тіло пеніса, його цибулину і верхню вену.
- Поперечний поверхневий м'яз промежини — парний м'яз. Поперечні поверхневі м'язи йдуть від сідничних горбів до центральних сухожилків промежини, зміцнюючи їх.

### Діафрагма таза

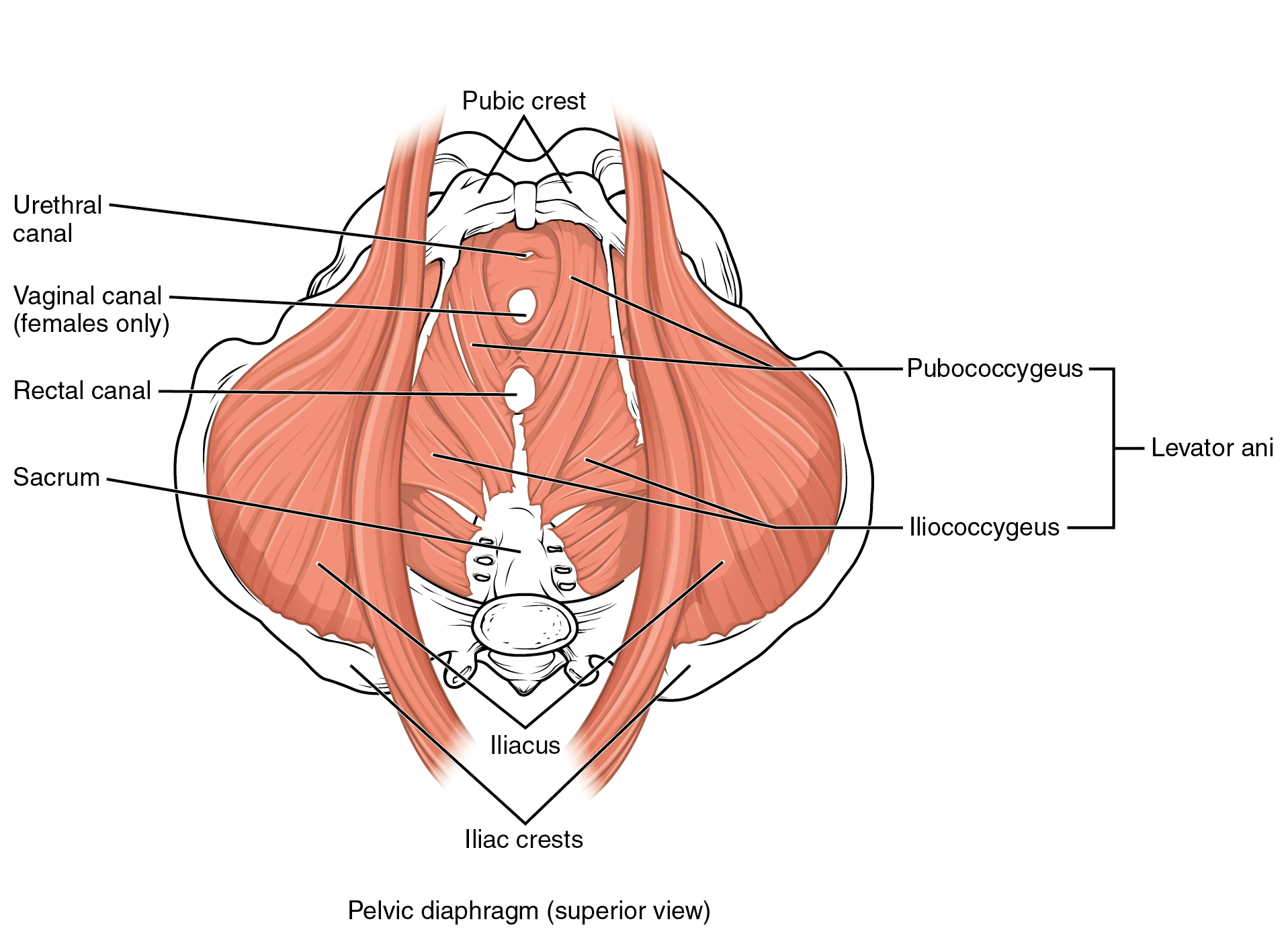
М'язи діафрагми таза

Діафрагма таза (diaphragma pelvis) закриває задню частину апертури таза і теж має вигляд трикутника з вершиною, повернутою до куприка, а кутами основи — до сідничних горбів. Тут розташовані:
Глибокі м'язи
- М'яз-підіймач відхідника (m. levator ani). Він складається з багатьох пучків, що починаються від різних відділів стінки таза. Виділяють такі 3 пари пучків:
  - Лобково-куприковий (pubococcygeus)
  - Лобково-прямокишковий (puborectalis)
  - Клубово-куприковий (iliococcygeus)
  - Лобково-вагінальний (pubovaginalis) — у жінок
  - Підіймач простати, чи лобково-передміхуровий (levator prostatae, puboprostaticus) — у чоловіків

Обидві половини м'яза-підіймача утворюють своєрідний купол, верхівка якого спрямована донизу і прикрпляється до нижнього відділу прямої кишки дещо вище ануса. Широка основа купола направлена догори і кріпиться до внутрішньої поверхні стінок таза. Зверху м'яз-підіймач покритий верхньою фасцією тазової діафрагми (fascia diaphragmatis pelvis superior).
- Куприковий м'яз (m. coccygeus) — має вигляд трикутної пластинки, розташовується на внутрішній поверхні крижово-остистої зв'язки. Вершина трикутника кріпиться до сідничної ості, основа — до бокових країв нижніх крижових і куприкових хребців. Передній край м'яза, примикаючи до заднього краю підіймача ануса, утворює з нею суцільний м'язовий пласт.
- Прямокишково-куприковий м'яз (m. rectococcygicus)
- Сіднично-куприковий м'яз (m. ischiococcygeus)

Поверхневі м'язи
- Зовнішній м'яз-замикач відхідника (sphincter ani externus) — сфінктер, що стискує анус.

### Іннервація
Іннервація м'язів забезпечується соромітним нервом (nervus pudendus), нижнім підчеревним сплетінням (plexus hypogastricus inferior), волокнами поперекового сплетіння (plexus lumbalis).
Поперекове сплетіння входить до складу попереково-крижового і складається з відростків 12-го грудного, а також передніх і 3 верхніх гілок 4-го поперекового нерва. Пролягає поперекове сплетіння вздовж бічної лінії поперечних волокон хребців поперекового відділу. Гілки виходять з-під медіальної грані великого м'язового пучка поперека.
Нижнє підчеревне сплетіння є парним і продовжує верхнє тазове сплетіння. Обидві гілки розташовані на поверхні тазової діафрагми по боках прямої кишки біля підчеревних судин.

## Статеві відмінності
Будова і функціональність м'язів тазова дна в чоловіків і жінок дещо розрізняються, і основні відмінності полягають у структурі сечостатевої діафрагми.
- У чоловіків через неї проходить тільки сечовипускний канал, у жінок — сечовипускний канал і вагіна.
- Зовнішній сфінктер сечівника в чоловіків приєднується до передміхурової залози, в жінок — оточує вагіну і прикріплюється позаду її в сухожилково-фасціальному центрі тазового дна.
- Парний сіднично-печеристий м'яз у чоловіків прилягає з боків до основи пеніса і разом з поверхневим поперечним м'язом промежини бере участь у процесі ерекції, у жінок же особливої ролі не грає.
- Цибулинно-губчастий м'яз у чоловіків починається двома кінцями від нижнього шва цибулини пеніса і кріпляться до сполучнотканинної оболонки на тильній поверхні пеніса. Скорочуючись, м'язові волокна стискують печеристі тіла, цибулину, бульбоуретральні залози, верхню вену пеніса, регулюють процес ерекції. У жінок цибулинно-губчастий м'яз починається біля зовнішнього сфінктерного кільця анального отвору і прикріплюється до дорсальної поверхні клітора, при скороченні змикає вагінальний отвір.